# Gladstone Park, Victoria
Gladstone Park är en del av en befolkad plats i Australien. Den ligger i kommunen Hume och delstaten Victoria, omkring 16 kilometer nordväst om delstatshuvudstaden Melbourne. Antalet invånare är 8 329.
Runt Gladstone Park är det mycket tätbefolkat, med 3 249 invånare per kvadratkilometer.. Närmaste större samhälle är Melbourne, omkring 16 kilometer sydost om Gladstone Park. 
Runt Gladstone Park är det i huvudsak tätbebyggt. Genomsnittlig årsnederbörd är 971 millimeter. Den regnigaste månaden är juni, med i genomsnitt 115 mm nederbörd, och den torraste är januari, med 34 mm nederbörd.